# 16167 Oertli
A 16167 Oertli (ideiglenes jelöléssel 2000 AJ89) a Naprendszer kisbolygóövében található aszteroida. A LINEAR projekt keretében fedezték fel 2000. január 5-én.